# Ingmar Lazar
Pour les articles homonymes, voir Ingmar.
Ingmar Lazar (Saint-Cloud, 22 juin 1993) est un pianiste classique français.

## Biographie
Ingmar Lazar commence le piano à l'âge de cinq ans. Ses dons exceptionnels attirent rapidement l'attention et il se produit pour la première fois à la Salle Gaveau à l'âge de six ans.
Lauréat de nombreux concours internationaux, il remporte en 2013  le prix du piano de la Fondation Tabor au Verbier Festival (Suisse). Ingmar Lazar est artiste Steinway.
Ingmar Lazar a été invité à se produire à travers toute l'Europe, ainsi qu’aux États-Unis et en Asie dans des salles prestigieuses telles que la grande salle du Conservatoire Tchaïkovski et la Maison internationale de la musique à Moscou, l’Auditorium Charles-Bronfman de Tel-Aviv, le Concertgebouw d'Amsterdam, la Salle Cortot à Paris, La Seine musicale de Boulogne-Billancourt, l'Herkulessaal de Munich, la Fondation Internationale Mozarteum de Salzbourg, la Salle Verdi du Concervatoire de Milan, le Rudolfinum de Prague, l'Athénée roumain et la Philharmonie slovène de Ljubljana pour ne citer que quelques-unes, ainsi que dans de nombreux festivals (Festspiele Mecklenburg-Vorpommern, Festival des Semaines Européennes de Passau, Festival de La Roque-d'Anthéron, Festival international de Colmar, Festival Radio France Occitanie Montpellier, Festival Chopin à Paris, Festival « Les Piano Folies » du Touquet-Paris-Plage, Festival 1001 Notes en Limousin, Festival du Château de Lourmarin, Festival « Estate Regina » de Montecatini Terme, Festival de Musique de Sant Pere de Rodes, Festival International de Musique de Póvoa de Varzim, Gotthard Klassik-Festival Andermatt).
Il a joué sous la baguette de Julien Chauvin, Mykola Diadiura, Anna Duczmal-Mróz, Constantin Adrian Grigore, Mathieu Herzog, Jean-Jacques Kantorow, Nicolas Krauze, Vladimir Spivakov, Peter Vizard, et avec des orchestres tels que l'Orchestre National Philharmonique de Russie, l’orchestre de chambre « Les Virtuoses de Moscou », l'Orchestre Pasdeloup, l'Orchestre Lamoureux, le Concert de la Loge, l'Orchestre Symphonique Académique de la Philharmonie de Lviv, l’Orchestre Symphonique de Toruń, l’Orchestre de Chambre de la Radio Roumaine.
En tant que chambriste, il se produit avec des musiciens tels que Pierre Amoyal, Giuseppe Gibboni, Benjamin Herzl, Philippe Jaroussky, Danielle Laval, Jean-Claude Pennetier, François Salque, Christoph Seybold, Igor Tchetuev, ainsi qu’avec le Quatuor Hermès et le Vision String Quartet.
Sa discographie comporte un récital Schubert (Fantaisie « Wanderer » et Sonate D.959) paru chez Lyrinx en 2017, qui fut récompensé par « Le Choix de France Musique ». Un récital Beethoven (Bagatelles op. 33, sonates op. 81a « Les Adieux » et op. 111) enregistré en live au Théâtre National de Marseille « La Criée » fut publié en 2019 chez le même label. Son enregistrement consacré aux œuvres pour piano de César Franck paru chez Hänssler Classic en 2023 s’est vu récompensé par 5 de Diapason, ainsi que par 5 étoiles de Classica. Ingmar Lazar enregistra également plusieurs CDs pour le label Suoni e Colori comprenant des œuvres de Jean-Philippe Rameau, et en duo avec Alexandre Brussilovsky des œuvres de Jean Françaix, Mieczyslaw Weinberg et Efrem Podgaïts. En tant que défenseur de la musique contemporaine, il a également enregistré plusieurs œuvres de Pascal Arnault pour Triton/Hortus.
Ancien élève de Valéry Sigalevitch à Paris et d'Alexis Golovine à Genève, il a étudié à la Hochschule für Musik, Theater und Medien Hannover auprès de Vladimir Krainev, Zvi Meniker et Bernd Goetzke. Il poursuivit ses études à l’Académie internationale de Piano du Lac de Côme et au Conservatoire de la Suisse italienne (Lugano) dans le cadre de la fondation Theo Lieven, où il bénéficia des conseils de Dimitri Bachkirov, Malcolm Bilson, Fou Ts'ong et Stanislav Ioudénitch. Il se perfectionna auprès de Pavel Gililov à l’Universität Mozarteum de Salzbourg, ainsi qu'à la Scuola di Musica di Fiesole auprès d'Elisso Virsaladze. Boursier de l'Académie de Musique du Liechtenstein, il a également fait partie de la promotion Vivaldi de l'Académie Musicale Philippe Jaroussky.
Ingmar Lazar est depuis 2016 fondateur et directeur artistique du Festival du Bruit qui Pense, qui a lieu à Louveciennes dans les Yvelines. Il est nommé depuis 2024 président de l'Association des Amis du Château de Commarin en Côte d'Or, dont il assure la direction artistique de la saison culturelle qui s'y déroule.

## Discographie
- Schubert : Fantaisie Wanderer op. 15/D. 760 ; Sonate no 20 en la majeur D. 959 ; Schubert/Liszt, Der Wanderer (2017, Lyrinx)

- Beethoven :  Bagatelles op. 33 ; Sonate no 26 en mi bémol majeur op. 81a ; Sonate no 32 en ut mineur op. 111 (2019, Lyrinx)

- César Franck : Sonate no 1 en ré majeur op. 10 ; Grand Caprice op. 5 ; Prélude, Aria et Final ; Prélude, Choral et Fugue (2023, Hänssler Classic)

## Sources
- (de) « Ingmar Lazar - Klavier », sur musiktage-seefeld.at (version du 18 février 2013 sur Internet Archive)